# کابل فیبر نوری

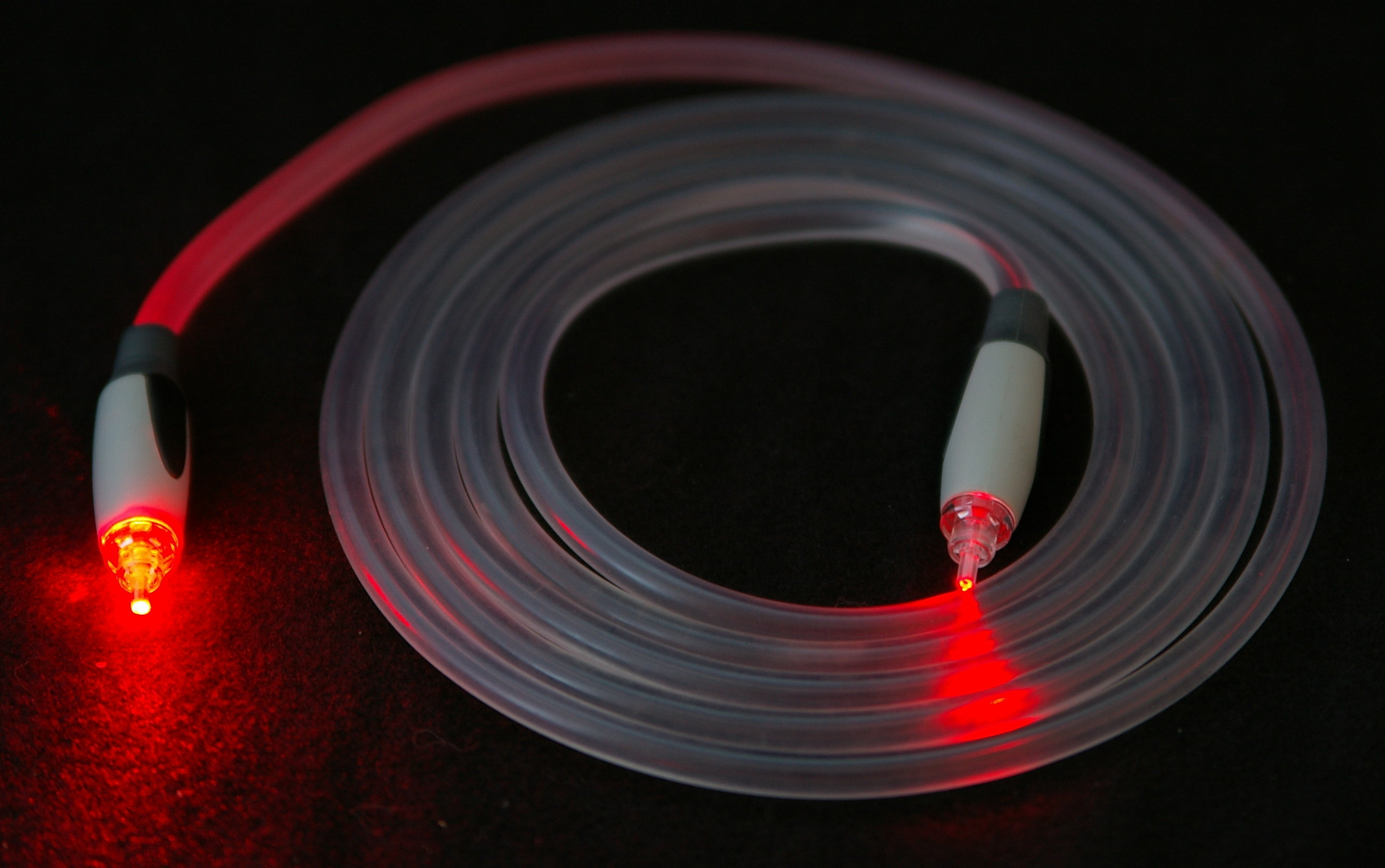
یک رابط تی‌اواس لینک

کابل فیبر نوری یا بافهٔ تار نوری نوعی کابل دربرگیرنده یک یا چند فیبر نوری است که از الیاف شیشه‌ای یا پلاستیکی برای انتقال اطلاعات به‌صورت نور استفاده می‌شود. این کابل‌ها به‌خاطر ظرفیت بالای انتقال داده، سرعت بالا و کم‌افت بودن در انتقال سیگنال، در شبکه‌های ارتباطی مدرن و فناوری‌های اطلاعاتی کاربرد گسترده‌ای دارند.

## تاریخچه
کابل‌های فیبر نوری اولین بار در دهه ۱۹۷۰ توسعه یافتند و به‌سرعت جایگزین کابل‌های مسی در بسیاری از کاربردهای ارتباطی شدند. با پیشرفت فناوری و نیاز به سرعت بالاتر در انتقال داده، استفاده از فیبر نوری در دهه‌های اخیر به‌طور چشمگیری افزایش یافته است. در سپتامبر ۲۰۱۲، شرکت ان‌تی‌تی ژاپن یک کابل فیبر نوری را به نمایش گذاشت که قادر به انتقال اطلاعات با سرعت یک پتابیت بر ثانیه ( ۱۰۱۵ بیت بر ثانیه ) در طول فاصله‌ی ۵۰ کیلومتر بود.

## ساختار کابل فیبر نوری
کابل‌های فیبر نوری معمولاً از دو بخش اصلی تشکیل شده‌اند:
1. هسته (Core): جایی که نور از آن عبور می‌کند و معمولاً از الیاف شیشه‌ای یا پلاستیکی ساخته می‌شود.
2. روکش (Cladding): لایه‌ای است که هسته را احاطه کرده و نور را در هسته نگه می‌دارد. این لایه دارای ضریب شکست کمتری نسبت به هسته است که باعث بازتاب نور و جلوگیری از اتلاف سیگنال می‌شود.

## انواع کابل فیبر نوری
کابل‌های فیبر نوری به دو نوع اصلی تقسیم می‌شوند:
1. کابل فیبر نوری تک حالته (Single-Mode): این نوع کابل برای انتقال نور در یک حالت (Mode) طراحی شده و معمولاً برای مسافت‌های طولانی و سرعت‌های بالا استفاده می‌شود.
2. کابل فیبر نوری چند حالته (Multi-Mode): این کابل می‌تواند نور را در چندین حالت انتقال دهد و معمولاً برای مسافت‌های کوتاه‌تر و در شبکه‌های محلی استفاده می‌شود.

## مزایا و معایب
- مزایا:
  - سرعت بالا: کابل‌های فیبر نوری قادر به انتقال داده‌ها با سرعت بسیار بالا هستند.
  - ظرفیت بالا: این کابل‌ها می‌توانند حجم زیادی از اطلاعات را به‌طور همزمان منتقل کنند.
  - کم‌افت بودن: کابل‌های فیبر نوری دارای افت سیگنال کمتری در مقایسه با کابل‌های مسی هستند.
  - مقاومت در برابر نویز الکترومغناطیسی: فیبر نوری نسبت به نویز و تداخلات الکترومغناطیسی بسیار مقاوم است.
- معایب:
  - هزینه بالا: هزینه نصب و راه‌اندازی کابل‌های فیبر نوری نسبت به کابل‌های مسی بیشتر است.
  - حساسیت به آسیب: کابل‌های فیبر نوری به‌راحتی می‌توانند آسیب ببینند و نیاز به مراقبت بیشتری دارند.

## کاربردها
کابل‌های فیبر نوری در زمینه‌های مختلفی کاربرد دارند:
- شبکه‌های ارتباطی: استفاده در اینترنت و ارتباطات داده‌ای.
- سیستم‌های مخابراتی: به‌کارگیری در تلفن‌های ثابت و سیستم‌های تلفن همراه.
- پخش تلویزیونی و ویدئو: استفاده در انتقال سیگنال‌های ویدئویی با کیفیت بالا.
- شبکه‌های محلی (LAN): ایجاد شبکه‌های محلی در ساختمان‌ها و سازمان‌ها.

## آینده کابل‌های فیبر نوری
با پیشرفت فناوری و افزایش نیاز به سرعت‌های بالاتر در انتقال داده، انتظار می‌رود که استفاده از کابل‌های فیبر نوری در آینده افزایش یابد. تکنولوژی‌های جدید مانند فیبر نوری فعال و شبکه‌های نوری ممکن است به بهبود کارایی و کاهش هزینه‌ها در این حوزه کمک کنند.